# 中島豊後守
中島豊後守（なかしま ぶんごのかみ、生没年不詳）は、戦国時代の武将。諱は不詳。織田氏に仕えた。
初め犬山城主織田信清の家老として、小口城主を務める。信清の敵対により信長が永禄4年（1561年）6月小口城を攻めると、これを撃退。しかし、信長が間近に小牧山城を築くと、城を明け渡して犬山城に退散する。その後、丹羽長秀の調略により、同じ信清家老の和田定利とともに信長方の兵を引き入れ、信清は甲斐に逃亡した。
以後は信長に仕え、永禄12年（1569年）の大河内城の戦い、元亀2年（1571年）の長島一向一揆攻め、天正2年（1574年）には織田信忠に従い長島攻めに参加するが、和田はこの戦いで討ち死にし、中島豊後守も以後史料に登場しなくなる。同戦いで豊後守の次に交名がある中島勝太は、子で継嗣との推測がある。